# Laslea
Laslea – wieś w Rumunii, w okręgu Sybin, w gminie Laslea. W 2011 roku liczyła 1539 mieszkańców.